# Feldflieger-Abteilung 2
Feldflieger-Abteilung Nr. 2 – FFA 2 jednostka obserwacyjna i rozpoznawcza lotnictwa niemieckiego Luftstreitkräfte z początkowego okresu I wojny światowej.

## Informacje ogólne
W momencie wybuchu I wojny światowej z dniem 1 sierpnia 1914 roku jako jednostka pomocnicza 2 Armii Cesarstwa Niemieckiego została przydzielono do większej jednostki Batalionu Lotniczego Nr.4 (Metz).
Pierwszym dowódcą jednostki został kapitan Eugen Kirch. W początkowym okresie działalności jednostka była przydzielona do XVI Korpusu 5 Armii i stacjonowała na lotnisku w twierdzy Metz.
30 listopada 1916 roku jednostka została przeformowana i zmieniona we Fliegerabteilung 260 Lb (Artillerie) (FA A 260 Lb).
W jednostce służyli m.in. Walter Kypke, Heinrich Arntzen, Busso von Alvensleben, Eduard Ritter von Schleich.

## Dowódcy Eskadry
| Stopień | Nazwisko    | Okres                   |
| ------- | ----------- | ----------------------- |
| Kapitan | Eugen Kirch | 01.08.1914 – xx.xx.xxxx |
| Kapitan | Palmer      | wrzesień 1915           |